# 도키와 장

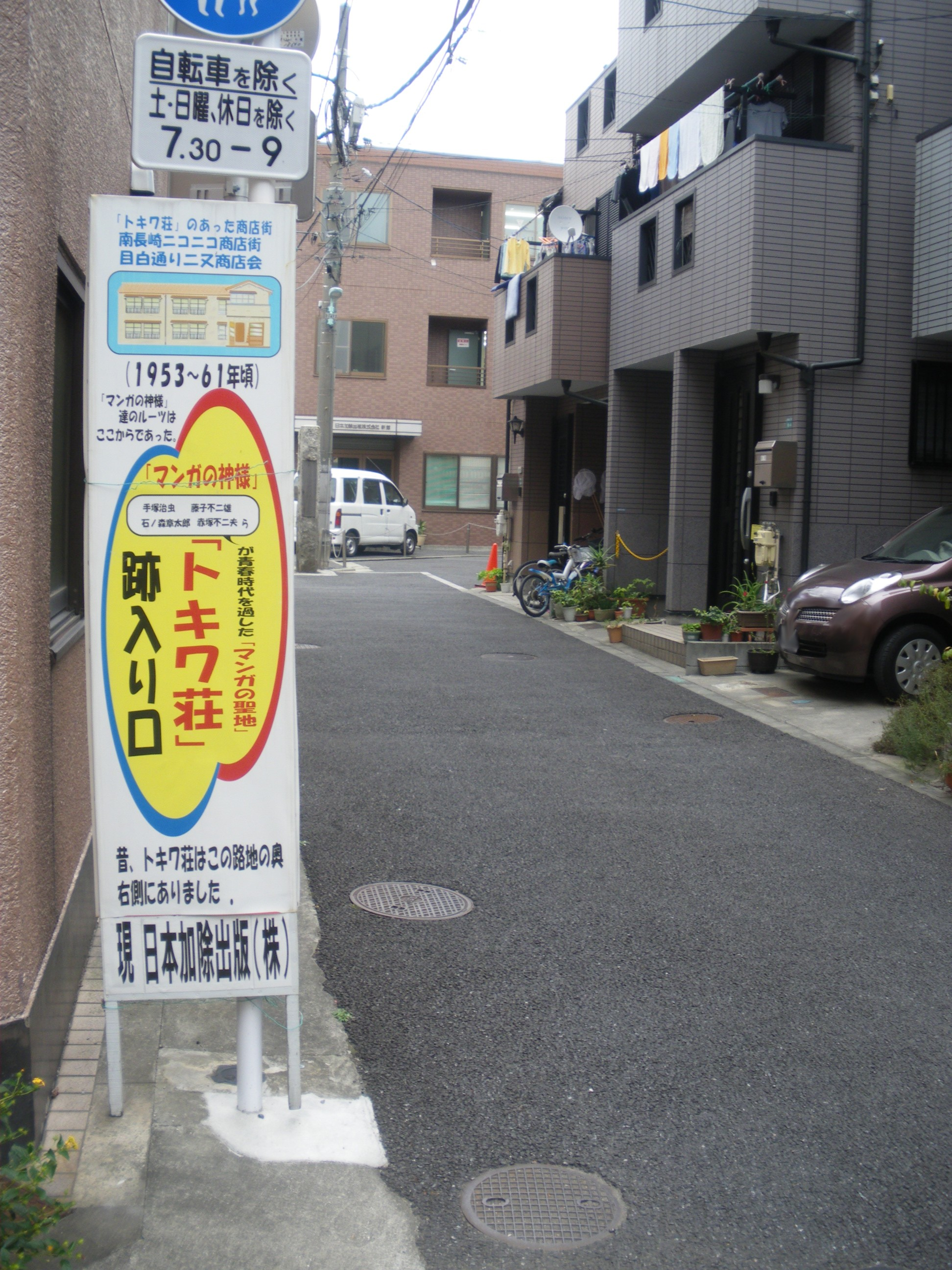
도키와 장이 있었던 터.

도키와 장(일본어: トキワ荘)은 일본의 도쿄도 도시마구에 1952년부터 1982년까지 있었던 다가구 주택이다.

## 개요
당시의 만화잡지사인 학동사가 회사의 잡지에 만화를 연재하던 많은 만화가들을 여기에 입주시켰고, 이 만화가들 중 많은 사람이 후에 유명해져 만화가와 만화 팬에게는 유서깊은 장소가 되었다.
맨 처음에 여기 입주한 만화가는 테즈카 오사무였다(1953년). 데즈카는 약 2년가량 여기에 머물렀는데, 그 사이에 학동사가 만화가를 계속 입주시켜 만화계의 양산박이나 마찬가지이던 시기가 되었다. 그들 만화가 대부분은 금방 이사했기 때문에 시기 자체는 비교적 짧다. 데즈카 오사무 역시 '만화계의 양산박'이란 표현을 썼으나, 그 호칭을 맨 처음 지은 사람은 불명확하다.
나중에 일본을 대표하는 만화가의 "성지"로서 견학 투어(성지순례)가 생겨날 정도로 인기가 있었으나 건물의 노후화로 인해 1981년, 해체가 결정된다. 같은 해 1월 13일에 데즈카 오사무를 중심으로 당시의 거주자들이 모여(데라다 히로오는 불참) 동창회를 열었고, 그 때의 모습이 5월 25일에 NHK특집 '우리 청춘의 도키와 장~현대만화가입지전(立志傳)~'이라는 제목으로 방송되었고, 10월 3일에는 후지 텔레비전에서 애니메이션 '우리는 만화가, 도키와 장 이야기'(캐릭터 디자인:이시노모리 쇼타로)가 방송되었다.

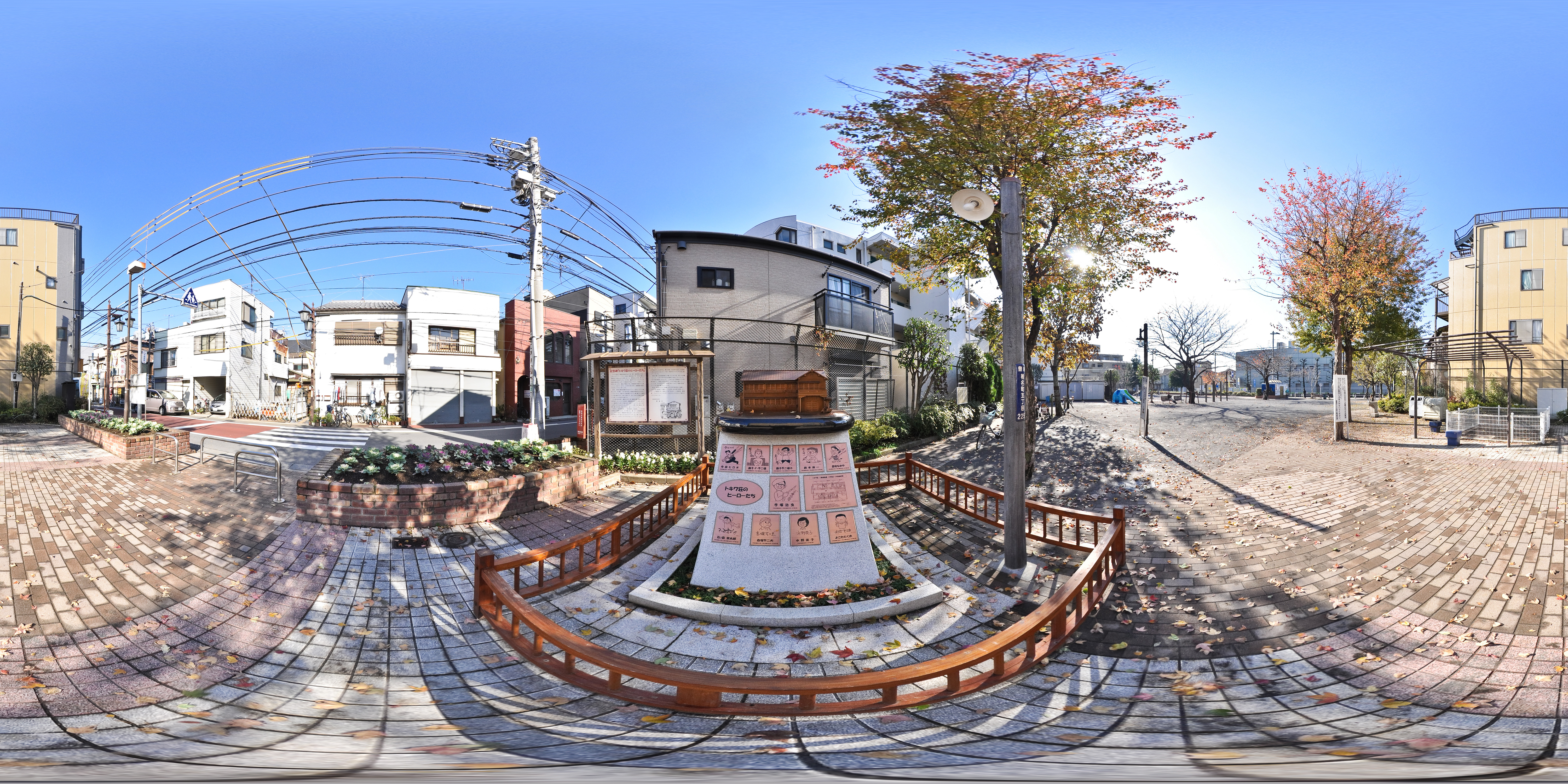
도키와 장 기념비.

1982년 11월 29일에 건물이 해체되고, 12월에 신축하였다. 아카츠카 후지오가 쓴 간판이 걸려 있었으나 거품 경제로 인한 투기 열풍에 의해 해체되어 지금은 다른 건물이 들어서 있다.

## 살았던 적이 있는 만화가
- 테즈카 오사무 (우주소년 아톰)
- 데라다 히로오
- 이시노모리 쇼타로 (가면 라이더)
- 아카츠카 후지오 (천재 바카본)
- 후지코 후지오 (도라에몽)
- 미즈노 히데코
- 스즈키 신이치
- 모리야스 나오야

### 그룹에 참가했던 만화가
- 사카모토 사부로
- 소노야마 준지 (꼬마 고인돌 빠삐코)
- 즈노다 지로 (공포신문)
- 나가타 다케마루